# Ludvík Otradovec
Ludvík Otradovec (11. prosince 1928, Velké Meziříčí – 14. listopadu 2014, Brno), byl český (resp. moravský) katolický kněz, člen řádu salesiánů.

## Životopis
Mládí prožil v Brně. Když byla v roce 1939 v Brně-Žabovřeskách postavena kaple se salesiánskou oratoří, účastnil se programů oratoře a ministrovat. V létě 1944 se zúčastnil exercicií ve Dvorku u Přibyslavi. Při přechodu fronty v dubnu 1945 našli žabovřeští salesiáni úkryt v domě Ludvíkových rodičů v Jundrově.
Po maturitě na gymnáziu v Brně vstoupil do salesiánského noviciátu v Hodoňovicích. Začal studovat filozofii ve filozofickém studentátě v Přestavlkách u Přerova, působil jako aspirant v salesiánském ústavu ve Fryštáku a v letech 1949–1950 jako asistent v salesiánském učňovském domě v Ostravě. Při Akci K v noci ze 13. na 14. dubna 1950 přepadla dům policie, salesiány zatkla a odvedla do internačního tábora v Oseku u Duchcova. Poté byl několik měsíců u PTP (mj. na Libavě a Sázavě – Velké Losenici), zde dostal žaludeční vředovou chorobu a byl propuštěn do civilu.
Na pokyn představených poté v Opavě tajně založil takzvanou malou salesiánskou komunitu mladších spolubratří. Pracoval nejprve jako mzdový účetní v traktorové stanici a pak jako ostřič nástrojů v továrně na šicí stroje “Minerva“. Dne 1. srpna 1955 byl zatčen a 22. 11. 1955 byl Krajským soudem v Ostravě odsouzen za trestný čin sdružování proti republice ke 4 letům vězení. V roce 1957 byl propuštěn a vrátil se k rodičům do Brna a pracoval v civilních zaměstnáních. 13. prosince 1967 byl společně s Petrem Baranem tajně vysvěceni biskupem Trochtou na kněze.
V letech 1969 – 1971 si doplnil studia na teologické fakultě v Litoměřicích. V červenci roku 1971 zveřejnil své kněžské svěcení a měl v komínském kostele primici. Do rok 1989 působil v diecézní duchovní správě – v Jaroměřicích nad Rokytnou, v Jemnici, v Jihlavě, v Jimramově a v Rouchovanech. Kvůli zhoršení zdravotního stavu odešel v 60 letech věku do starobního důchodu. Poté bydlel v domě po rodičích v Brně – Jundrově a docházel do salesiánské komunity v Brně-Žabovřeskách vypomáhat. Když pro nemoc nemohl veřejně, sloužil mši svatou denně doma. Zemřel 14. listopadu 2014 v Nemocnici Milosrdných bratří v Brně. Pohřben je na Ústředním hřbitově v Brně. 